# Komenského náměstí (Znojmo)

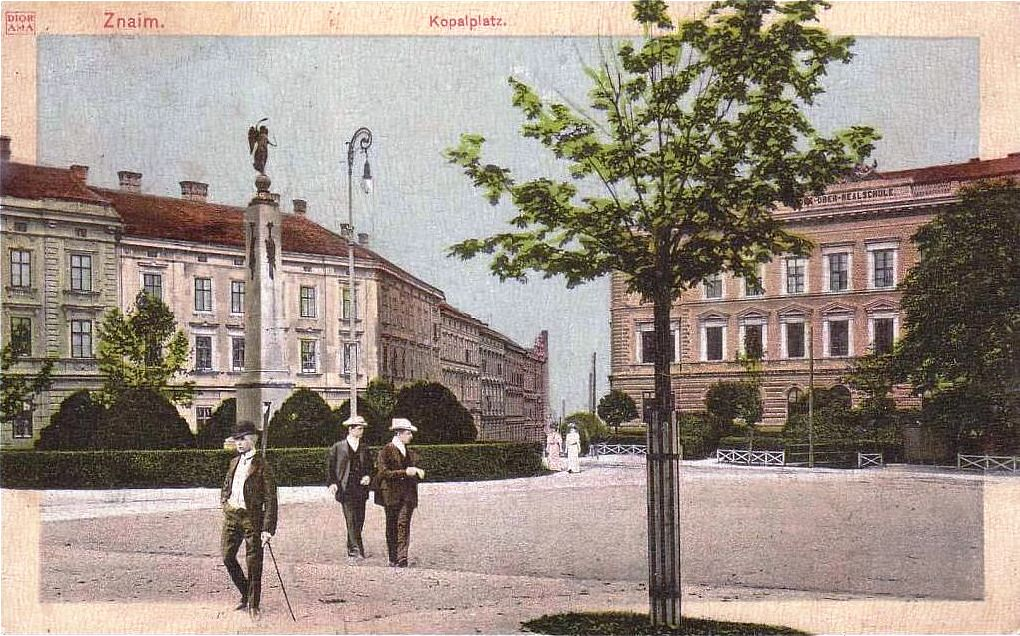
Kopalovo náměstí (Kopalplatz) v roce 1911.

Komenského náměstí (v letech 1864–1920 Kopalovo náměstí) je náměstí, které se nachází ve městě Znojmě. Náměstí je pojmenováno podle Jana Amose Komenského.

## Historie
Náměstí Komenského vzniklo na místě zrušeného městského opevnění, za zbořenou Císařskou bránou (zbořena v roce 1863). Bylo součástí velkorysého urbanistického plánu z roku 1870, kde bylo pojednáno jako prostor obdélníkového tvaru po obvodu vymezeného stromy. 
Náměstí je nepravidelného tvaru, dominantou je pomník plk. Karla von Kopala od Antona Dominika von Fernkorna z roku 1853. Dne 2. ledna 1864 bylo náměstí, kde se památník nacházel, městským zastupitelským úřadem označeno jako Kopalovo náměstí.
Náměstí charakterizuje ze severní strany park pokračující i v jeho jižní části a především neorenesanční budova bývalého německého reálného gymnázia. Náměstí je hodnotným dokladem urbanismu a rozšiřování města probíhajícího zejména ve druhé polovině 19. století.

## Současnost
Po vzniku Československa bylo Kopalovo náměstí roku 1920 v duchu módního čechoslovakismu a republikánství přejmenováno na Komenského náměstí.
Náměstí a Kopalův památník prošly v letech 2009–2010 generální obnovou.

## Objekty
Na Komenského náměstí se nacházejí tyto stavby:
- Kopalův památník – stavba z roku 1853, památkově chráněna od roku 1973[6]
- Gymnázium Dr. Karla Polesného – stavba z roku 1875, budova bývalého německého reálného gymnázia[1][7]
- Meteorologický altánek – stavba z roku 1930, památkově chráněna od roku 1971[3]
- Schillerova kolonáda – stavba z roku 1836, památkově chráněna od roku 1958[8]